# مرصد ملقا
مرصد ملقا والمعروف رسمياً بإسم مركز ملقا للعلوم العلمية، هو مرصد يقع في منطقة الأعمال بمركز التجارة الدولية بمدينة اَير كيره الواقعة في ولاية ملقا الماليزية.  تم افتتاحه رسمياً من قبل رئيس وزراء ولاية ملقا محمد علي روستام في 10 أغسطس 2009، وهو المرصد الثاني في الولاية بعد مجمع الخوارزمي الفلكي في مسجد تنّاه. يتميز المرصد بالتصميم المعماري الإسلامي ويحتوي على مركبة فضائية مهبط، كلف بناءة 20 مليون رينغيت ماليزي. يغطي المرصد مساحة 0.7 هكتار ويتكون من 3 طوابق. ينقسم المرصد إلى أربعة اقسام وهي الفلك، والفضاء الخارجي، والمحاكاة،، والفيزياء. كما يعرض الكون الرائع وتاريخ الفلك والفلكيين، بالإضافة إلى مجموعة متنوعة من المعالم الأخرى. يشار أن المرصد يستخدم التهجئة باللغة المالاوية لاسم الولاية بدلاً من التهجئة التقليدية بالإنجليزية، وهذا يعكس استخدام اللغة والثقافة المحلية في أسماء الأماكن.

## إغلاقه
تم إغلاق المرصد نتيجة لحدوث حادثتين في عام 2018 وفي مايو تحديداً تعرضت غرفة المحولات في المرصد لحريق دمرها بالكامل. في نوفمبر إنهار جزء من جدار المرصد بسبب تساقط الأمطار الغزيرة والرياح الشديدة. تم إعلان أن المبنى غير أمن في عام 2019 وتم إغلاقه. كما أعلن محمد جيلاني خامس، عضو مجلس ولاية ملقا أن الحكومة ستقوم بإصلاح الهيكل بالتزامن مع تطوير غالاكسي وورلد، ولم يتحقق هذا المشروع حتى الأن.